# Campeonato Asiático de Atletismo de 1987
A 7ª edição do Campeonato Asiático de Atletismo foi realizado de 22 a 26 de julho de 1987 no Estádio Nacional de Singapura, em Singapura. Foram disputadas um total de 40 provas, distribuídos entre masculino e feminino. 

## Medalhistas

### Masculino
| Evento                  | Ouro                          | Ouro     | Prata                         | Prata    | Bronze                        | Bronze   |
| ----------------------- | ----------------------------- | -------- | ----------------------------- | -------- | ----------------------------- | -------- |
| 100 metros              | Talal Mansour · Catar         | 10.41    | Cheng Hsin-Fu · Taipé Chinesa | 10.56    | Li Tao · China                | 10.57    |
| 200 metros              | Talal Mansour · Catar         | 20.71    | Li Feng · China               | 21.12    | Cheng Hsin-Fu · Taipé Chinesa | 21.21    |
| 400 metros              | Mohammed Al-Malki Omã         | 45.77    | Mohamed Nordin Jadi · Malásia | 47.05    | Yoshito Toshida · Japão       | 47.32    |
| 800 metros              | Ismail Yousef · Catar         | 1:47.81  | Ryu Tae-Kyung Coreia do Sul   | 1:48.00  | Ramasamy Haridas · Malásia    | 1:48.27  |
| 1 500 metros            | Duan Xiuquan · China          | 3:45.11  | Shigeki Nakayama · Japão      | 3:45.41  | Yutaka Hoshino · Japão        | 3:45.76  |
| 5 000 metros            | Ahmed Ibrahim Warsama · Catar | 14:09.29 | Yoshiaki Iwasa · Japão        | 14:10.91 | Cai Shangyan · China          | 14:11.30 |
| 10 000 metros           | Cai Shangyan · China          | 29:47.85 | Ahmed Ibrahim Warsama · Catar | 30:03.02 | Lee Sang-Geun Coreia do Sul   | 30:06.79 |
| 110 metros barreiras    | Yang Guang · China            | 14.04    | Yu Zhicheng · China           | 14.06    | Nagi Ghazi · Iraque           | 14.30    |
| 400 metros barreiras    | Shigenori Ohmori · Japão      | 50.09    | Jasem Al-Douwaila · Kuwait    | 50.46    | Nasser Mohammed · Catar       | 51.15    |
| 3 000 metros obstáculos | Masashi Otokita · Japão       | 9:04.21  | Ali Ahmed Saleh · Catar       | 9:08.03  | Kim Hyun-Hwa Coreia do Sul    | 9:08.76  |
| 4×100 metros estafetas  | Catar                         | 39.20    | China                         | 39.40    | Taipé Chinesa                 | 39.68    |
| 4×400 metros estafetas  | Japão                         | 3:09.31  | Malásia                       | 3:09.72  | Taipé Chinesa                 | 3:09.86  |
| 20 km marcha            | Liu Jianli · China            | 1:33:16  | Jung Pil-Hwa Coreia do Sul    | 1:37:49  | Yoshihiro Oie · Japão         | 1:39:44  |
| Salto em altura         | Liu Yunpeng · China           | 2.24     | Cho Hyun-wook Coreia do Sul   | 2.22     | Ramjit Nairulal · Malásia     | 2.10     |
| Salto à vara            | Liang Xueren · China          | 5.35     | Teruhisa Kamiya · Japão       | 5.15     | Ku Chin-shui · Taipé Chinesa  | 5.10     |
| Salto em comprimento    | Kim Won-jin Coreia do Sul     | 8.00     | Liu Yuhuang · China           | 7.98     | Wang Shijie · China           | 7.91     |
| Salto triplo            | Park Young-Jun Coreia do Sul  | 16.37    | Du Benzhong · China           | 16.37    | Noboru Sasano · Japão         | 15.82    |
| Lançamento do peso      | Ma Yongfeng · China           | 18.32    | Gong Yitian · China           | 18.05    | Balwinder Singh · Índia       | 17.56    |
| Lançamento do disco     | Li Weinan · China             | 56.10    | Wang Daoming · China          | 54.48    | Mansour Ghorbani Irão         | 53.00    |
| Lançamento do martelo   | Xie Yingqi · China            | 66.36    | Akiyoshi Ikeda · Japão        | 65.98    | Yu Guangming · China          | 65.74    |
| Lançamento do dardo     | Takahiro Yamada · Japão       | 72.62    | Frans Mahuse · Indonésia      | 72.30    | Ji Zhanzheng · China          | 70.80    |
| Decatlo                 | Gong Guohua · China           | 7848     | Chen Zebin · China            | 7554     | Lee Fu-an · Taipé Chinesa     | 7515     |

### Feminino
| Evento                 | Ouro                           | Ouro     | Prata                          | Prata    | Bronze                         | Bronze   |
| ---------------------- | ------------------------------ | -------- | ------------------------------ | -------- | ------------------------------ | -------- |
| 100 metros             | Lydia de Vega · Filipinas      | 11.43    | P. T. Usha · Índia             | 11.74    | Tian Yumei · China             | 11.76    |
| 200 metros             | Lydia de Vega · Filipinas      | 23.38    | Pan Weixin · China             | 24.06    | Hiromi Isozaki · Japão         | 24.18    |
| 400 metros             | P. T. Usha · Índia             | 52.31    | Vandana Shanbagh · Índia       | 53.22    | Xie Zhiling · China            | 54.16    |
| 800 metros             | Choi Se-Bum Coreia do Sul      | 2:05.11  | Jiang Shuling · China          | 2:05.21  | Lim Chun-Ae Coreia do Sul      | 2:05.39  |
| 1 500 metros           | Yang Liuxia · China            | 4:19.29  | Noe Hye-Soon Coreia do Sul     | 4:23.52  | Kim Ryon-Sun · Coreia do Norte | 4:25.44  |
| 3 000 metros           | Kim Chun-Mae · Coreia do Norte | 9:17.19  | Zhang Xiuyun · China           | 9:17.61  | Kim Ryon-Sun · Coreia do Norte | 9:18.76  |
| 10 000 metros          | Wang Huabi · China             | 34:56.34 | Keiko Honma · Japão            | 35:31.04 | Kim Gun-Hui · Coreia do Norte  | 37:04.12 |
| 100 metros barreiras   | Feng Yinghua · China           | 13.56    | Chen Wen-Ying · Taipé Chinesa  | 13.68    | Wang Shu-Hwa · Taipé Chinesa   | 14.05    |
| 400 metros barreiras   | P. T. Usha · Índia             | 56.48    | Chang Feng-Hua · Taipé Chinesa | 58.62    | Hitomi Koshimoto · Japão       | 59.18    |
| 4×100 metros estafetas | China                          | 45.20    | Índia                          | 45.49    | Taipé Chinesa                  | 45.66    |
| 4×400 metros estafetas | Índia                          | 3:34.50  | Japão                          | 3:39.70  | Taipé Chinesa                  | 3:40.32  |
| 10 km marcha           | An Limei · China               | 52:40.21 | Yuki Nanbu · Japão             | 53:01.37 | Park Hyun-Joo Coreia do Sul    | 53:56.86 |
| Salto em altura        | Ni Xiuling · China             | 1.92     | Kim Hee-sun Coreia do Sul      | 1.90     | Ye Peisu · China               | 1.86     |
| Salto em comprimento   | Wang Zhihui · China            | 6.70     | Liao Wenfen · China            | 6.51     | Li Yong-Ae · Coreia do Norte   | 6.23     |
| Lançamento do peso     | Cong Yuzhen · China            | 18.17    | Choi Mi-Sun Coreia do Sul      | 13.88    | Lee Jing-Hua · Taipé Chinesa   | 13.33    |
| Lançamento do disco    | Xing Ailan · China             | 58.08    | Juliana Effendi · Indonésia    | 43.94    | Li Sin-Gum · Coreia do Norte   | 43.86    |
| Lançamento do dardo    | Li Baolian · China             | 60.12    | Lee Huei-Cheng · Taipé Chinesa | 52.60    | Naomi Tokuyama · Japão         | 50.14    |
| Heptatlo               | Dong Yuping · China            | 6036     | Ma Miaolan · China             | 5460     | Wang Shu-Hwa · Taipé Chinesa   | 5293     |

## Quadro de medalhas
| Ordem | País            | Medalha de ouro | Medalha de prata | Medalha de bronze | Total |
| ----- | --------------- | --------------- | ---------------- | ----------------- | ----- |
| 1     | China           | 21              | 13               | 8                 | 42    |
| 2     | Catar           | 5               | 2                | 1                 | 8     |
| 3     | Japão           | 4               | 7                | 7                 | 18    |
| 4     | Coreia do Sul   | 3               | 6                | 4                 | 13    |
| 5     | Índia           | 3               | 3                | 1                 | 7     |
| 6     | Filipinas       | 2               | 0                | 0                 | 2     |
| 7     | Coreia do Norte | 1               | 0                | 5                 | 6     |
| 8     | Omã             | 1               | 0                | 0                 | 1     |
| 9     | Taipé Chinesa   | 0               | 4                | 10                | 14    |
| 10    | Malásia         | 0               | 2                | 2                 | 4     |
| 11    | Indonésia       | 0               | 2                | 0                 | 2     |
| 12    | Kuwait          | 0               | 1                | 0                 | 1     |
| 13    | Irão            | 0               | 0                | 1                 | 1     |
| 13    | Iraque          | 0               | 0                | 1                 | 1     |
| Total | Total           | 40              | 40               | 40                | 120   |